# 軍井二
軍井二（天兔座κ），來自拉丁化的名字是κ Leporis，是在南天星座天兔座的一個聯星系統。這對恆星的視星等分別為4.43和7.00；前者的亮度足以用肉眼看到。截至2000年，它們的角距離為2.179弧秒，位置角為357.3°。基於從地球量測的年週視差為4.48mas，這個系統距離太陽大約730光年。系統以20.8公里/秒的徑向速度遠離太陽。
系統中較亮的藍白色成員A，是B型主序星，恆星分類為B9V。它的質量幾乎是太陽質量的5倍，半徑是太陽半徑的2.6倍。這顆恆星在11,588 K的有效溫度下，從其光球發出的輻射是太陽光度的1,346倍。它在12μm的波長下顯示出紅外過量，使其成為星周岩屑盤的候選宿主。